# Taganskaïa (métro de Moscou, ligne Koltsevaïa)
Taganskaïa (en russe : Тага́нская et en anglais : Taganskaya)  est une station de la ligne circulaire Koltsevaïa (ligne 5 marron) du métro de Moscou, située sur le territoire de l'arrondissement Taganski dans le district administratif central de Moscou.
Elle est mise en service en 1950, lors de l'ouverture de la première section de la ligne circulaire.
Elle permet des correspondances avec la gare de Koursk.

## Situation sur le réseau
Établie en souterrain, à 53 mètres sous le niveau du sol, la station Taganskaïa est située au point 27+63,4 de la ligne circulaire Koltsevaïa (ligne 5 marron), entre les stations Kourskaïa et Paveletskaïa.

## Histoire
La station Taganskaïa est mise en service le 1er janvier 1950, lors de l'ouverture à l'exploitation de la section de Park koultoury à Kourskaïa.